# مارک ای. لندیس
مارک آگوستوس لندیس (انگلیسی: Mark Augustus Landis؛ زادهٔ مارس ۱۹۵۵) یک نقاش و جاعل آثار هنری اهل ایالات متحده آمریکا است.
مارک لندیس حرفه خود به عنوان جاعل آثار هنری را در اوایل دهه ۱۹۸۰ آغاز کرد. وی به مدت سه دهه به موزه‌ها و نگارخانه‌های سراسر ایالات متحده آمریکا نقاشی‌هایی اهدا می‌کرد و به عنوان یک مجموعه‌دار ثروتمند شناخته می‌شد. اما تمام این نقاشی‌ها جعلی بوده است و خود او آنها را از روی نسخه اصلی کشیده است. او هرگز محاکمه نشد چون در ازای این نقاشی‌ها پولی دریافت نکرده است و در نتیجه قانون را زیر پا نگذاشته است.